# Сириус (трёхпрограммный громкоговоритель)
«Сириус» — серия бытовых трёхпрограммных громкоговорителей, выпускавшихся Ижевским радиозаводом (ныне ОАО «Ижевский радиозавод)». В серию входят следующие модели:

## 201

Год начала выпуска - 1977. Настольный трёхпрограммный громкоговоритель, выполненный в корпусе необычной компоновки. В горизонтальной части корпуса расположены плата и клавишный переключатель, в вертикальной - регулятор громкости и акустическая система. Способ включения режима прослушивания первой программы без усиления стандартный - одновременным нажатием клавиш 1 и 2. Известны экземпляры жёлтого и чёрного цветов.

## 202

Год начала выпуска - 1984. Настенно-настольный трёхпрограммный громкоговоритель. Оборудован индикатором включения, расположенным под регулятором громкости. Для включения режима прослушивания первой программы без усиления предусмотрена отдельная кнопка.

## Сувенир электронный

Год начала выпуска - 1985. Настенно-настольный трёхпрограммный громкоговоритель, выполненный на основе платы модели 202 в корпусе иной конструкции. Переключатель режимов и индикатор включения под регулятором громкости - такие же. В отличие от предыдущей модели, добавлены часы на основе модуля фирмы Opcoa (США), представляющего собой плату с ИМС-"каплей" и светодиодным индикатором. Для получения импульсов тактовой частоты в 60 Гц, необходимых модулю, предусмотрена дополнительная плата синтезатора, где расположены кварцевый генератор и делитель частоты.

## 203 и ПТ-203-1

Годы начала выпуска - соответственно, 1986 и 1993. Настенно-настольные трёхпрограммные громкоговорители. Второй отличается от первого наличием часов с индикацией на ВЛИ. Оба громкоговорителя оснащены двумя акустическими системами и встроенными псевдостереофоническими приставками. Но, в отличие от радиол "Сириус" моделей 315 и 316 того же завода, УМЗЧ в таком трёхпрограммном громкоговорителе один, а псевдостереофоническая приставка - пассивная, включённая после УМЗЧ. Индикатор включения, снова расположенный под регулятором громкости - неоновая лампа.
В 1990 году был освоен выпуск УКВ ЧМ приёмника с тремя фиксированными настройками "Лира РП-231", выполненного в корпусе "Сириуса-203" с абсолютно другой начинкой. Часами этот приёмник не оборудован. В модели РП-231-3М часы снова введены, количество фиксированных настроек увеличено до восьми, для их перебора по кольцу использован счётчик К561ИЕ9А.

## 318

Год начала выпуска - 1987. Настольный комбинированный трёхпрограммный громкоговоритель-электрофон (аналогичный по набору функций "Каравелле-201"). В качестве электропроигрывающего устройства применено III-ЭПУ-38М - такое же, как в радиоле "Сириус-315-пано" того же завода. Но этот аппарат псевдостереофонической приставкой не оборудован. Цена на момент выпуска - 46 рублей.